# Chlebnický potok
Chlebnický potok je potok na dolní Oravě, ve východní části okresu Dolný Kubín. Jde o levostranný přítok Oravy, měří 11 km a je tokem IV. řádu.

## Pramen
Potok pramení v Skorušinských vrších na jižních svazích vrchu Blato (1 138,1 m n. m.) v nadmořské výšce přibližně 970 m n. m., západně od obce Malé Borové.

## Popis toku
Na horním toku, po obec Chlebnice, teče převážně na západ, přičemž vytváří výrazný oblouk prohnutý na sever. Po soutoku s Malatinským potokem se stáčí na sever, na dolním toku (za obcí) teče severozápadním směrem. Při osadě Prostredný Mlyn se nakonec stáčí k ústí západním směrem.

## Přítoky
- Pravostranné: krátký přítok z jižního svahu Blata, přítok z jihozápadního svahu Blata, Bahrový potok, Ráztoky, přítok ze západního svahu Kálaného (852,7 m n. m.), přítok ze severozápadního svahu Kálaného, přítok z jihozápadního svahu Banského (752,3 m n. m.)
- Levostranné: přítok ze severního svahu Súšavy (1 076,6 m n. m.), přítok ze severozápadního svahu Súšavy, dva krátké přítoky z lokality Na poľaně, Veľký Klin, Dielový potok, přítok ze severního svahu Kraviarské (770,1 m n. m.), Malatinský potok, Klepetová, Fizúreň, Pasečný potok

## Jiné názvy
- Chlebnica
- Chlebničanka
- horní tok: Kamenný potok